# Эмегара, Инносент
Инносент Эмегара (англ. Innocent Emeghara; род. 27 мая 1989, Лагос) — швейцарский футболист, игравший на позиции нападающего. Выступал за сборную Швейцарии.

## Карьера

### Клубная
Инносент Эмегара — воспитанник клуба «Цюрих», однако первым клубом, за который он сыграл в основном составе, стал «Винтертур». В «Винтертур», выступавший в то время в челлендж-лиге, нападающий перебрался летом 2009 года. Дебютировал 27 июля 2009 года в матче против «Шаффхаузена». 10 августа 2009 года Эмегара забил первый гол в челлендж-лиге (в ворота «Кринса»). Всего в сезоне за «Винтертур» форвард провёл 28 матчей, забил 16 голов.
В июле 2010 года Инносент Эмегара перешёл в «Грассхоппер». Впервые сыграл в суперлиге 17 июля 2010 года в матче против «Ксамакса», заменив на последней минуте встречи Стивена Цубера. 19 сентября 2010 года нападающий забил свой первый гол за «Грассхоппер». Это произошло в матче 1-го тура Кубка Швейцарии против любительской команды «Берош-Горжье».
Сезон 2011/12 Эмегара также начал в «Грассхоппере», забив в первых чемпионата 7 матчах 5 голов. 31 августа 2011 года форвард стал игроком французского «Лорьяна». Дебютировал в Лиге 1 10 сентября 2011 года и в первом же матче забил гол в ворота «Сошо», установив окончательный счёт встречи — 1:1.
В сезоне 2011/12 форвард сыграл 27 матчей за французский клуб, за первую половину следующего сезона — только 1.
С января 2013 года Инносент Эмегара защищал цвета итальянской «Сиены». Впервые сыграл за команду 27 января 2013 года в матче Серии А против «Удинезе», заменив во втором тайме встречи Эрьона Богдани.
В следующей своей игре за «Сиену» нападающий забил гол в ворота «Интера» и сделал голевую передачу на Алессандро Розину, что помогло «Сиене» одержать победу со счётом 3:1.

### В сборной
В 2011 году Инносент Эмегара выступал за молодёжную сборную Швейцарии. Дебютировал в команде 9 февраля в товарищеском матче со сборной Украины. На 21-й минуте встречи форвард забил свой первый гол за команду. Эмегара принимал участие в молодёжном чемпионате Европы 2011.
4 июня 2011 года нападающий дебютировал в первой сборной страны (в матче отборочного турнира к чемпионату Европы против Англии).

## Статистика
| Матчи Эмегары за сборную Швейцарии | Матчи Эмегары за сборную Швейцарии | Матчи Эмегары за сборную Швейцарии | Матчи Эмегары за сборную Швейцарии | Матчи Эмегары за сборную Швейцарии | Матчи Эмегары за сборную Швейцарии | Матчи Эмегары за сборную Швейцарии |
| ---------------------------------- | ---------------------------------- | ---------------------------------- | ---------------------------------- | ---------------------------------- | ---------------------------------- | ---------------------------------- |
| №                                  | Дата                               | Оппонент                           | Счёт                               | Голы Эмегары                       | Соревнование                       |                                    |
| 1                                  | 4 июня 2011                        | Англия                             | 2:2                                | -                                  | Отборочный матч ЧЕ—2012            |                                    |
| 2                                  | 6 сентября 2011                    | Болгария                           | 3:1                                | -                                  | Отборочный матч ЧЕ—2012            |                                    |
| 3                                  | 7 октября 2012                     | Уэльс                              | 0:2                                | -                                  | Отборочный матч ЧЕ—2012            |                                    |
| 4                                  | 11 октября 2011                    | Черногория                         | 2:0                                | -                                  | Отборочный матч ЧЕ—2012            |                                    |
| 5                                  | 10 августа 2011                    | Лихтенштейн                        | 2:1                                | -                                  | Товарищеский матч                  |                                    |
| 6                                  | 29 февраля 2012                    | Аргентина                          | 1:3                                | -                                  | Товарищеский матч                  |                                    |
| 7                                  | 30 мая 2012                        | Румыния                            | 0:1                                | -                                  | Товарищеский матч                  |                                    |
| 8                                  | 14 августа 2012                    | Хорватия                           | 4:2                                | -                                  | Товарищеский матч                  |                                    |
| 9                                  | 23 марта 2013                      | Кипр                               | 0:0                                | -                                  | Отборочный матч ЧМ—2014            |                                    |

## Достижения
- Вице-чемпион Европы среди молодёжи: 2011